# Christian Heinrich Hohmann
Christian Heinrich Hohmann (* 7. März 1811 in Niederwerrn; † 12. Mai 1861 in Schwabach) war ein fränkischer Komponist, Musikpädagoge und Violinschulverfasser.

## Leben
Hohmann war ein Sohn des Bauern und Schneiders Georg Hohmann und der Anna Hörlein. Tätig als Lehrer am Lehrerseminar zu Altdorf und Schwabach, verfasste Hohmann mehrere pädagogische Werke, darunter eine Violinschule, noch heute als Hohmann-Heim (ISMN M-700014-11-7) bekannt, aber auch wieder original aufgelegt (früher bei der Universal Edition Wien; jetzt bei der FIRMAMENT Musik Verlag und Notenvertriebsgesellschaft mbH, Berlin).

Er komponierte Auftragswerke (Kammermusik, Orgel-, Klavierwerke, Lieder für Solo und Chor) und gab die Lieder von Stuntz, Kreutzer, Salieri, Mozart, Breidenstein, Maurer, Hohmann, Freck, Call, Nägeli, Haydn, Schneider, Marschner, Graun, Tröger, Mendelssohn, Keller, Zöllner, Wölfel, Lindpaintner für Männerchor heraus, unter besonderer Berücksichtigung pädagogischer Aspekte. Zitat: 
„So sind sämmtliche Lieder in Partitur gegeben, damit der Sänger alle 4 Stimmen vor sich habe. Es gewährt diese Einrichtung unverkennbare Vortheile.“

## Ehrungen
1952 wurde in seiner Heimatgemeinde Niederwerrn eine Straße ihm zu Ehren Hohmannstraße, genannt, ebenso wurden ihm zu Ehren Straßen in Schweinfurt, Bamberg, Ansbach und Bad Kissingen benannt.

## Werke
- Violinschule I 1835 (her. Karl Nowotny) ISMN M-008-00848-1
- Violinschule II 1836 (her. Karl Nowotny) ISMN M-008-00849-8
- Violinschule III 1836 (her. Karl Nowotny) ISMN M-008-00850-4
- Violinschule IV 1836 (her. Karl Nowotny) ISMN M-008-00851-1
- Violinschule V 1836 (her. Karl Nowotny) ISMN M-008-00852-8
- Der Liederbote aus Franken. Eine Auswahl vierstimmiger Gesänge für den Männerchor. 2 Hefte. Altdorf 1843/1848
- 55 zweistimmige Volkslieder für Violine